# Вулиця Петра Кончаловського (Слов'янськ)
Вулиця Петра Кончаловського — вулиця в Слов'янську, Названа у 2007 на честь уродженця міста художника Петра Кончаловського.

## Історія
Вулиця Петра Кончаловського, уродженця Слов'янська, названа 24 жовтня 2007 рішенням 19-й сесії Слов'янської міської ради. Вулиця має довжину близько 150 метрів і є однією з найкоротших у місті. Вулиця Петра Кончаловського йде паралельно Лісозахисній вулиці і перпендикулярно вулиці Святогірській; знаходиться в районі інтернату № 2. Отримала назву у зв'язку з виділенням на цій території земельних ділянок для будівництва індивідуальних житлових будинків. У момент іменування на вулиці не було дороги і капітальних будівель, і планувалося будівництво кафе.